# Regina Maria (фрегат)
HMS London (F95), з 2005 року Regina Maria (F-221) — фрегат типу 22 британського виробництва, який служив у складі Королівських військово-морських сил Великої Британії з 1987 по 1999 роки і проданий в 2003 році Румунії. 

## Історія

### Служба в ВМС Великої Британії
Фрегат був побудований на корабельні компанії Yarrow Shipbuilders Limited (YSL) розташованої в Скотстаун, район Глазго на річці Клайд. Орден на будівництво був підписаний 23 лютого 1982 року. Закладено 07 лютого 1983 року. Спущений на воду 27 жовтня 1984 року. Переданий замовнику 6 лютого 1987 року. Введено в експлуатацію 05 червня 1987 року. Вартість будівництва склала близько 159 млн фунтів стерлінгів. На прохання лорда-мера Лондона був перейменований в «London». У період першої війни в Перській затоці в 1991 році був флагманом Королівського флоту цільової групи. 14 січня 1999 року фрегат був виведений з експлуатації, а 14 січня 2003 року був проданий Румунії. У період з 2003 по 2005 рік фрегат знаходився на модернізації. 14 липня 2005 року фрегат покинув військово-морську базу Нельсон, Портсмут, Велика Британія, і попрямував до Румунії. 25 липня прибув в порт Констанца.

### Служба в ВМС Румунії
19 лютого 2015 року взяв участь у спільних навчаннях з ракетним есмінцем USS «Cole» (DDG-67) ВМС США, який 22 серпня 2014 року залишив військово-морську базу Норфолк для запланованого розгортання в зоні відповідальності 6-го флоту США. За повідомленням від 18 березня в складі цільової групи SNMG-2 НАТО взяв участь у міжнародних навчаннях з кораблями ВМС Румунії в складі: фрегат ROS «Marasesti» (F111), фрегат ROS «Axente» (M30), корвет ROS «Eugeniu Rosca »(F 263) і корвет ROS «Sebatian» (F264). З 25 по 28 травня взяв участь в навчаннях з ракетним есмінцем USS «Ross» (DDG-71) ВМС США. З 12 по 15 жовтня в західній частині Чорного моря в міжнародних водах пройшли військово-морські навчання типу «PASSEX», в яких взяли участь військові кораблі ВМС Румунії, Болгарії, США, України та Туреччини. З 11 по 12 листопада взяв участь в спільних військово-морських навчаннях, які відбулися в територіальних водах Румунії і в міжнародних водах Чорного моря. Від Румунії в навчаннях взяли участь також мінний корабель «Locotenent Dimitrie Nicolescu» (DM 29) і корвети проекту 1241 «Zborul» (NPR-188). Від ВМС Великої Британії есмінець HMS «Duncan» (D37). З 06 грудня бере участь в спільних навчаннях з кораблями ВМС США, Туреччини та України. 16 червня 2016 року в акваторії Чорного моря взяв участь в навчаннях з ракетним есмінцем USS «Porter» (DDG-78) класу «Arleigh Burke» ВМС США. З 11 по 17 липня візьме участь в міжнародному навчанні «Breeze 2016», що проходитиме в територіальних водах Болгарії і в міжнародних водах Чорного моря. 22 липня повернувся в порт Констанца, Румунія.